# Phyllastrephus
Phyllastrephus es un género de aves paseriformes perteneciente a la familia Pycnonotidae. 

## Especies
Contiene las siguientes especies:
- Phyllastrephus scandens – bulbul colirrojizo;
- Phyllastrephus terrestris – bulbul terrestre;
- Phyllastrephus strepitans – bulbul pardo;
- Phyllastrephus cerviniventris – bulbul verdioliva;
- Phyllastrephus fulviventris – bulbul ventrirrufo;
- Phyllastrephus baumanni – bulbul de Baumann;
- Phyllastrephus hypochloris – bulbul de Toro;
- Phyllastrephus lorenzi – bulbul de Lorenz;
- Phyllastrephus fischeri – bulbul de Fischer;
- Phyllastrephus cabanisi – bulbul de Cabanis;
- Phyllastrephus placidus – bulbul plácido;
- Phyllastrephus poensis – bulbul de Fernando Póo;
- Phyllastrephus icterinus – bulbul icterino;
- Phyllastrephus xavieri – bulbul de Xavier;
- Phyllastrephus albigularis – bulbul gorgiblanco;
- Phyllastrephus flavostriatus – bulbul listado;
- Phyllastrephus alfredi – bulbul de Alfred;
- Phyllastrephus poliocephalus – bulbul ventriamarillo;
- Phyllastrephus debilis – bulbul chico;
- Phyllastrephus albigula – bulbul de las Usambara.